# Carl Noring
Carl Noring, född 16 juni 1717 i Larvs socken, död 3 april 1786 på Svansö i Bottnaryds socken, var en svensk präst och donator.
Carl Noring var son till kyrkoherden Sveno Petri Noring. Han blev student vid Uppsala universitet 1736 och filosofie magister där 1743. Efter studier vid utländska universitet anställdes Noring 1748 som pastor vid svensk-lutherska församlingen i London. Han prästvigdes 1749 och utnämndes 1753 till prost. 1760 tog han avsked från sitt ämbete i Storbritannien och återvände 1761 till Sverige, där han bosatte sig på Svansö i Småland. Genom arv efter morbror i London, Lars Victorin, kom han över en betydande förmögenhet och 1755 donerade han 4 000 pund till Uppsala universitet, den Victorinska stipendiefond, vars avkastning skulle utdelas till bland annat prästsöner från Skara stift. Som en erkänsla utnämndes han till teologie doktor och erhöll 1761 adelskap för sin son Carl som antog namnet Noringer men avled barnlös före fadern.